# Frederico Rodrigues Santos
Frederico Rodrigues de Paula Santos, mais conhecido como Fred (Belo Horizonte, 5 de março de 1993), é um futebolista brasileiro que atua como volante. Atualmente joga no Fenerbahçe.
Fred começou sua carreira a nível profissional no Internacional, onde conquistou dois títulos do Campeonato Gaúcho. Em junho de 2013, assinou com o Shakhtar Donetsk, pelo qual venceu três edições do Campeonato Ucraniano. Anos depois, em 2018, foi transferido para o Manchester United.
Ele já representou o Brasil nas categorias de base sub-20 e sub-23. Sua estreia pela equipe principal da Seleção Brasileira ocorreu em novembro de 2014. Ele foi convocado para as edições de 2018 e 2022 da Copa do Mundo FIFA e fez parte da equipe vice-campeã da Copa América de 2021.

## Clubes

### Internacional
Fred começou nas categorias de base do Atlético-MG, e em 2009 foi para o Porto Alegre. No ano seguinte, foi levado pelo empresário ao Beira-Rio. Em 2011, fez parte do Inter B, extinto depois da eliminação no Gauchão daquele ano.
Aos 19 anos, o jogador foi aproveitado em partidas do Gauchão de 2012, e fez sua estreia no dia 26 de janeiro de 2012. Fred permaneceu no Internacional até junho de 2013 onde venceu o Campeonato Gaúcho duas vezes.

### Shakhtar Donetsk

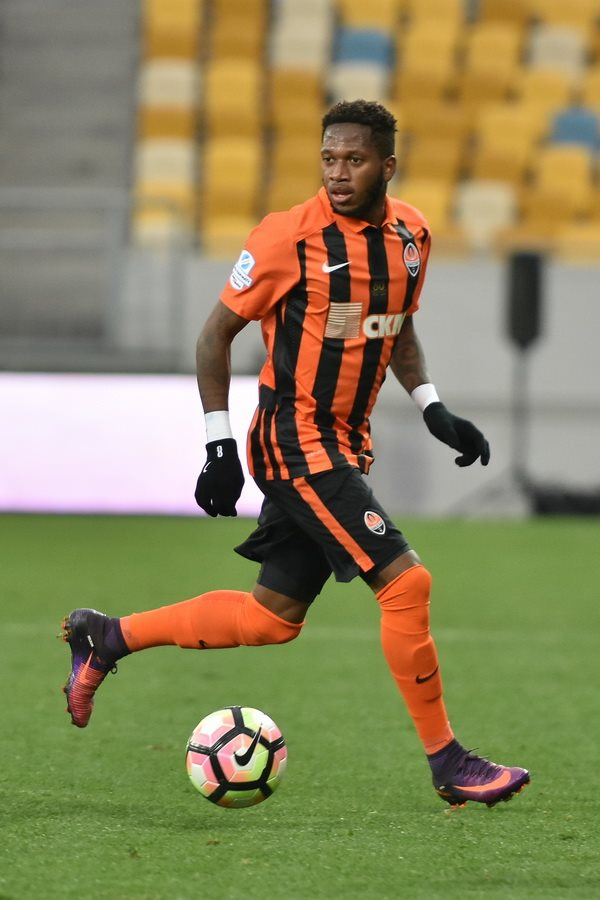
Fred atuando pelo Shakhtar Donetsk.

Foi contratado pelo Shakhtar Donetsk no dia 26 de junho de 2013. Ele marcou dois gols em sua estreia competitiva na Supercopa da Ucrânia, ajudando o Shakhtar a vencer por 3–1 o Chornomorets Odessa.
Durante a crise ucraniana, Fred estava entre os seis jogadores do Shakhtar que se recusaram a retornar a Donetsk em julho de 2014, após um amistoso de pré-temporada contra o Lyon, na França.
Em 21 de fevereiro de 2018, Fred marcou seu primeiro gol na UEFA Champions League na primeira partida das oitavas-de-final contra a Roma, com o Shakhtar vencendo por 2–1.
Com o Shakhtar, Fred ganhou 10 troféus, incluindo quatro títulos da Premier League da Ucrânia.

### Manchester United
Em 21 de junho de 2018, foi anunciado pelo Manchester United, assinando contrato por cinco temporadas ao custo de 55 milhões de euros (R$ 240 milhões). Em 11 de agosto de 2018, ele estreou no clube com uma vitória por 2–1 sobre o Leicester City na 1° rodada da Premier League. Fred marcou seu primeiro gol pelo Manchester United contra o Wolverhampton Wanderers em 22 de setembro de 2018, em um empate 1-1.
Em 27 de fevereiro de 2020, Fred marcou dois gols e deu uma assistência na partida da Liga Europa da UEFA contra o Club Brugge, que vencera por 5–0 e 6–1 no total. Ao fim do torneio, no qual os Red Devils caiu nas semis, Fred foi selecionado para a Seleção da Liga Europa.
Em 11 de abril de 2021, Fred marcou o gol de empate aos 57 minutos no jogo da Premier League contra o Tottenham Hotspur, no qual os Red Devils venceram por 3–1.
Fred fez sua melhor partida com a camisa do Manchester na temporada 2022/23, no jogo que deu a vitória por 2–1 sobre o Barcelona, em 23 de fevereiro de 2023, que valeu a classificação às oitavas da Europa League. Ele pressionou na marcação e justificou sua titularidade com um ótimo chute para empatar o jogo no 2º tempo.
Na temporada 2022-23, Fred continuou sendo peça importante em Old Trafford, ele realizou 56 jogos por todas competições, porém não foi mais titular absoluto. Em 33 destas partidas entrou como suplente. Fred ainda marcou seis gols e deu seis assistências em 2022-23. Nesta mesma temporada Fred tornou-se o brasileiro com mais jogos com a camisa dos Red Devil's, no dia 25 de janeiro de 2023, em jogo contra o Nottingham Forest, e vitória do United por 3-0, partida válida pela semifinal da Copa da Liga Inglesa, ele completou 183 jogos, superando Anderson.
Após cinco temporadas pelo Manchester United e 213 partidas oficiais, marcou 14 gols e deu 19 assistências, Fred  encerrou sua pasagem pelos Red Devil's

### Fenerbahçe
Em 11 de agosto de 2023, Fred acertou a transferência do Manchester United para o Fenerbahçe. O time turco pagará cerca de € 10 milhões (R$ 53 milhões) mais € 5 milhões (R$ 26,7 milhões) em bônus e variáveis ao time inglês.

## Seleção Brasileira

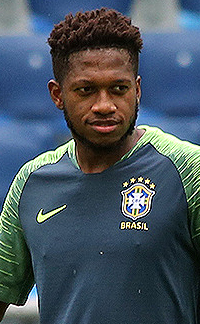
Fred pela Seleção na Copa do Mundo FIFA de 2018.

Devido ao corte de Rômulo, foi convocado por Dunga para a Seleção Brasileira no dia 11 de novembro de 2014 para amistosos. Fez sua estreia no dia 12 de novembro de 2014, contra a Turquia.
Disputou a Copa América de 2015 substituindo Luiz Gustavo, outro jogador cortado por lesão.
Foi convocado para a Seleção Brasileira Olímpica para a disputa dos Jogos Olímpicos de 2016, dois dias depois do fim de sua suspensão. Porém, não foi liberado pelo seu clube, o Shakhtar Donetsk. Foi substituído por Walace.

### Copa do Mundo 2018
No dia 14 de abril de 2018, foi chamado por Tite para a disputa da Copa do Mundo de 2018. O jogador estava lesionado há um mês, quando sofreu uma entorse no tornozelo direito em dividida com o volante Casemiro, em treinamento realizado no dia 7 de junho, no CT do Tottenham, em Londres. Sem condições físicas, Fred não atuou em nenhuma das 5 partidas da Seleção. O regulamento da Copa do Mundo previa que as seleções poderiam fazer trocas por lesão na lista dos convocados até 24 horas antes da estreia na competição. O Brasil debutou no dia 17 de junho, dez dias após Fred se lesionar.  Fred foi anunciado pelo Manchester United durante o mundial, em 21 de junho de 2018 (um dia antes do jogo contra a Costa Rica).
Esteve presente nas duas primeiras convocações de Tite pós Copa do Mundo de 2018, na qual atuou contra os Estados Unidos, El Salvador e Arábia Saudita.
Após boa temporada no Manchester United, Fred voltou a ser convocado para a Seleção Brasileira no dia 14 de maio de 2021, para as partidas contra Equador e Paraguai pelas Eliminatórias da Copa do Mundo FIFA de 2022. Pouco depois, no dia 9 de junho de 2021, Fred foi convocado para a disputa da Copa América de 2021.

### Copa do Mundo de 2022
Em 7 de novembro de 2022, Tite anunciou a convocação da Seleção para Copa do Mundo 2022. Entre muitos nomes certos no Catar o de Fred foi chamado para disputar o torneio.
Fred fez sua estreia na Copa do Mundo na vitória de 2–0 da Seleção Brasileira sobre a Sérvia, em 24 de novembro, entrando aos 28 min. do 2º tempo no lugar de Lucas Paquetá, gols de Richarlison, no Estádio Nacional de Lusail, no Catar. A partida é válida pela primeira rodada do Grupo G.
Fred fez seu segundo jogo em 28 de novembro, onde a seleção brasileira venceu a Suíça por 1–0 no Estádio 974, pela 2ª rodada do Grupo G do Mundial. O único gol do confronto foi marcado por Casemiro, no segundo tempo,porém foi substituído por Bruno Guimarães
Fred jogou sua terceira partida na Copa, entrando como titular, a Seleção Brasileira perdeu para  Camarões, por 1–0, pela última rodada do Grupo G. Apesar da derrota e de ter sido substituído novamente por Bruno, o Brasil avançou em primeiro no Grupo G.
Fred fez seu quarto jogo nas quartas de final contra a Croácia, no segundo tempo da prorrogação entrou no lugar de Lucas Paquetá, teve uma atuação criticada após dar oportunidade para os croatas armarem o contra-ataque que levou o empate de Petković e ter ficado na área do ataque, depois, a Seleção Brasileira perdeu de 4–2 nos pênaltis.

## Controvérsias

### Doping
Submetido a exame de controle de dopagem ainda durante a Copa América, foi detectado na amostra de urina de Fred a presença da substância proibida no esporte hidroclorotiazida. A CONMEBOL o suspendeu de atuar por um ano apenas âmbito de partidas organizadas pela entidade. No entanto, a FIFA posteriormente ampliou a sanção a nível mundial valendo até 27 de junho de 2016.

## Estatísticas

### Clubes
Abaixo estão listados todos os jogos, gols e assistências do futebolista por clubes.
| Clube             | Temporada         | Campeonato nacional | Campeonato nacional | Campeonato nacional | Copa nacional[a] | Copa nacional[a] | Copa nacional[a] | Competições continentais[b] | Competições continentais[b] | Competições continentais[b] | Outros torneios[c] | Outros torneios[c] | Outros torneios[c] | Total | Total | Total   |
| Clube             | Temporada         | Jogos               | Gols                | Assist.             | Jogos            | Gols             | Assist.          | Jogos                       | Gols                        | Assist.                     | Jogos              | Gols               | Assist.            | Jogos | Gols  | Assist. |
| ----------------- | ----------------- | ------------------- | ------------------- | ------------------- | ---------------- | ---------------- | ---------------- | --------------------------- | --------------------------- | --------------------------- | ------------------ | ------------------ | ------------------ | ----- | ----- | ------- |
| Internacional     | 2012              | 28                  | 6                   | 0                   | —                | —                | —                | —                           | —                           | —                           | 5                  | 0                  | 0                  | 33    | 6     | 0       |
| Internacional     | 2013              | 5                   | 1                   | 0                   | 2                | 0                | 0                | —                           | —                           | —                           | 15                 | 1                  | 0                  | 22    | 2     | 0       |
| Internacional     | Total             | 33                  | 7                   | 0                   | 2                | 0                | 0                | —                           | —                           | —                           | 20                 | 1                  | 0                  | 55    | 8     | 0       |
| Shakhtar Donestsk | 2013–14           | 23                  | 2                   | 0                   | 3                | 0                | 0                | 4                           | 0                           | 0                           | 1                  | 2                  | 0                  | 31    | 4     | 0       |
| Shakhtar Donestsk | 2014–15           | 22                  | 1                   | 0                   | 6                | 0                | 0                | 7                           | 0                           | 0                           | —                  | —                  | —                  | 35    | 1     | 0       |
| Shakhtar Donestsk | 2015–16           | 12                  | 2                   | 0                   | —                | —                | —                | 10                          | 0                           | 0                           | 1                  | 0                  | 0                  | 23    | 2     | 0       |
| Shakhtar Donestsk | 2016–17           | 18                  | 3                   | 1                   | —                | —                | —                | 10                          | 1                           | 2                           | 1                  | 1                  | 0                  | 29    | 5     | 3       |
| Shakhtar Donestsk | 2017–18           | 26                  | 3                   | 5                   | 3                | 0                | 0                | 8                           | 1                           | 1                           | —                  | —                  | —                  | 37    | 4     | 6       |
| Shakhtar Donestsk | Total             | 101                 | 11                  | 6                   | 12               | 0                | 0                | 39                          | 2                           | 3                           | 3                  | 3                  | 0                  | 155   | 16    | 9       |
| Manchester United | 2018–19           | 17                  | 1                   | 1                   | 2                | 0                | 0                | 6                           | 0                           | 1                           | —                  | —                  | —                  | 25    | 1     | 2       |
| Manchester United | 2019–20           | 29                  | 0                   | 0                   | 10               | 0                | 0                | 9                           | 2                           | 3                           | —                  | —                  | —                  | 48    | 2     | 3       |
| Manchester United | 2020–21           | 30                  | 1                   | 0                   | 6                | 0                | 0                | 12                          | 0                           | 3                           | —                  | —                  | —                  | 48    | 1     | 3       |
| Manchester United | 2021–22           | 28                  | 4                   | 4                   | 2                | 0                | 1                | 6                           | 0                           | 0                           | —                  | —                  | —                  | 36    | 4     | 5       |
| Manchester United | 2022–23           | 13                  | 2                   | 0                   | 2                | 0                | 0                | 5                           | 0                           | 0                           | —                  | —                  | —                  | 20    | 2     | 0       |
| Manchester United | Total             | 117                 | 8                   | 5                   | 22               | 0                | 1                | 38                          | 2                           | 7                           | —                  | —                  | —                  | 177   | 10    | 13      |
| Total na carreira | Total na carreira | 251                 | 26                  | 11                  | 36               | 0                | 1                | 77                          | 4                           | 10                          | 23                 | 4                  | 0                  | 387   | 34    | 22      |

- a. ^ Jogos da Copa do Brasil, Copa da Ucrânia, Copa da Inglaterra e Copa da Liga Inglesa
- b. ^ Jogos da Liga dos Campeões da UEFA e Liga Europa
- c. ^ Jogos do Campeonato Gaúcho e Supercopa da Ucrânia

### Seleção Brasileira
Abaixo estão listados todos os jogos, gols e assistências do futebolista pela Seleção Brasileira, desde as categorias de base.
Seleção Principal
| Ano               | Copa do Mundo | Copa do Mundo | Copa do Mundo | Copa América | Copa América | Copa América | Qualificação Mundial | Qualificação Mundial | Qualificação Mundial | Amistosos | Amistosos | Amistosos | Total | Total | Total   |
| Ano               | Jogos         | Gols          | Assist.       | Jogos        | Gols         | Assist.      | Jogos                | Gols                 | Assist.              | Jogos     | Gols      | Assist.   | Jogos | Gols  | Assist. |
| ----------------- | ------------- | ------------- | ------------- | ------------ | ------------ | ------------ | -------------------- | -------------------- | -------------------- | --------- | --------- | --------- | ----- | ----- | ------- |
| 2014              | —             | —             | —             | —            | —            | —            | —                    | —                    | —                    | 2         | 0         | 0         | 2     | 0     | 0       |
| 2015              | —             | —             | —             | 2            | 0            | 0            | —                    | —                    | —                    | 2         | 0         | 0         | 4     | 0     | 0       |
| 2018              | —             | —             | —             | —            | —            | —            | —                    | —                    | —                    | 5         | 0         | 0         | 5     | 0     | 0       |
| 2021              | —             | —             | —             | 6            | 0            | 1            | 6                    | 0                    | 1                    | —         | —         | —         | 12    | 0     | 2       |
| 2022              | 4             | 0             | 0             | —            | —            | —            | 2                    | 0                    | 0                    | 2         | 0         | 1         | 8     | 0     | 1       |
| Total na carreira | 4             | 0             | 0             | 8            | 0            | 1            | 8                    | 0                    | 1                    | 12        | 0         | 1         | 32    | 0     | 3       |

Seleção Sub–23
| Ano               | Amistosos | Amistosos | Amistosos |
| Ano               | Jogos     | Gols      | Assist.   |
| ----------------- | --------- | --------- | --------- |
| 2015              | 5         | 0         | 0         |
| Total na carreira | 5         | 0         | 0         |

Seleção Sub–20
| Ano               | Campeonato Sul–Americano | Campeonato Sul–Americano | Campeonato Sul–Americano |
| Ano               | Jogos                    | Gols                     | Assist.                  |
| ----------------- | ------------------------ | ------------------------ | ------------------------ |
| 2013              | 3                        | 0                        | 0                        |
| Total na carreira | 3                        | 0                        | 0                        |

## Títulos

### Categoria de Base
Internacional
- Copa Santiago: 2010
- Campeonato Brasileiro Sub-23: 2010
- Copa FGF Sub-19: 2012
- Campeonato Gaúcho Sub-17: 2012

### Profissional
Internacional
- Copa FGF: 2010
- Campeonato Gaúcho: 2012 e 2013

Shakhtar Donetsk
- Supercopa da Ucrânia: 2013, 2014, 2015 e 2017
- Campeonato Ucraniano: 2013–14, 2016–17 e 2017–18
- Copa da Ucrânia: 2015–16, 2016–17 e 2017–18

Manchester United
- Copa da Liga Inglesa: 2022–23

### Prêmios individuais
- Seleção da Liga Europa da UEFA: 2019–20